# Allophylus subincisodentatus
Allophylus subincisodentatus är en kinesträdsväxtart som beskrevs av Ludwig Radlkofer. Allophylus subincisodentatus ingår i släktet Allophylus och familjen kinesträdsväxter. Inga underarter finns listade i Catalogue of Life.